# Gastrotheca angustifrons
Espèce
Synonymes
- Nototrema angustifrons Boulenger, 1898

Statut de conservation UICN

 CR  : 
En danger critique
Gastrotheca angustifrons est une espèce d'amphibiens de la famille des Hemiphractidae.

## Répartition
Cette espèce se rencontre entre 100 et 600 m d'altitude sur le versant pacifique de la cordillère Occidentale :
- en Colombie dans les départements  de Chocó, d'Antioquia, de Valle del Cauca et de Cauca ;
- en Équateur dans la province d'Esmeraldas.

## Description
Le mâle holotype mesure 73 mm.

## Publication originale
- Boulenger, 1898 : An account of the reptiles and batrachians collected by Mr. W. F. H. Rosenberg in western Ecuador.  Proceedings of the Zoological Society of London, vol. 1898, no 1, p. 107-126 (texte intégral).